# Fundación Jaume II el Just
La Fundación Jaime II el Justo es una asociación cultural cuyos fines consisten en la recuperación, potenciación, puesta en uso y divulgación del patrimonio histórico valenciano, particularmente del conjunto monumental del Monasterio de Santa María de la Valldigna, (que fue fundado por el monarca Jaime II de Aragón, el Justo). 
Esta fundación es un órgano de la Generalidad que se encarga del mantenimiento del antiguo monasterio y de gestionar tanto las visitas como el proceso de rehabilitación a que está sometido ese monumento desde que, en 1991, fuese adquirido por la Administración autonómica. La Fundación Jaime II el Justo, tiene como fin la puesta en práctica de numerosas iniciativas y actuaciones de carácter cultural en el marco del Real Monasterio de Santa María de la Valldigna, donde se incluyen, exposiciones, conciertos, teatro, danza, edición de publicaciones y libros, festivales de música y otras actuaciones de carácter científico y literario. También  promueve, todo tipo de actuaciones en el patrimonio artístico valenciano, divulgando la figura del monarca Jaime II, eje vertebrador de la Comunidad Valenciana (por cuanto durante su gobierno se produjo la incorporación definitiva de Alicante al Reino de Valencia). 
La fundación está domiciliada en el municipio de Simat de Valldigna, aunque sus principales oficinas se encuentran en la ciudad de Valencia.